# 安全屏障

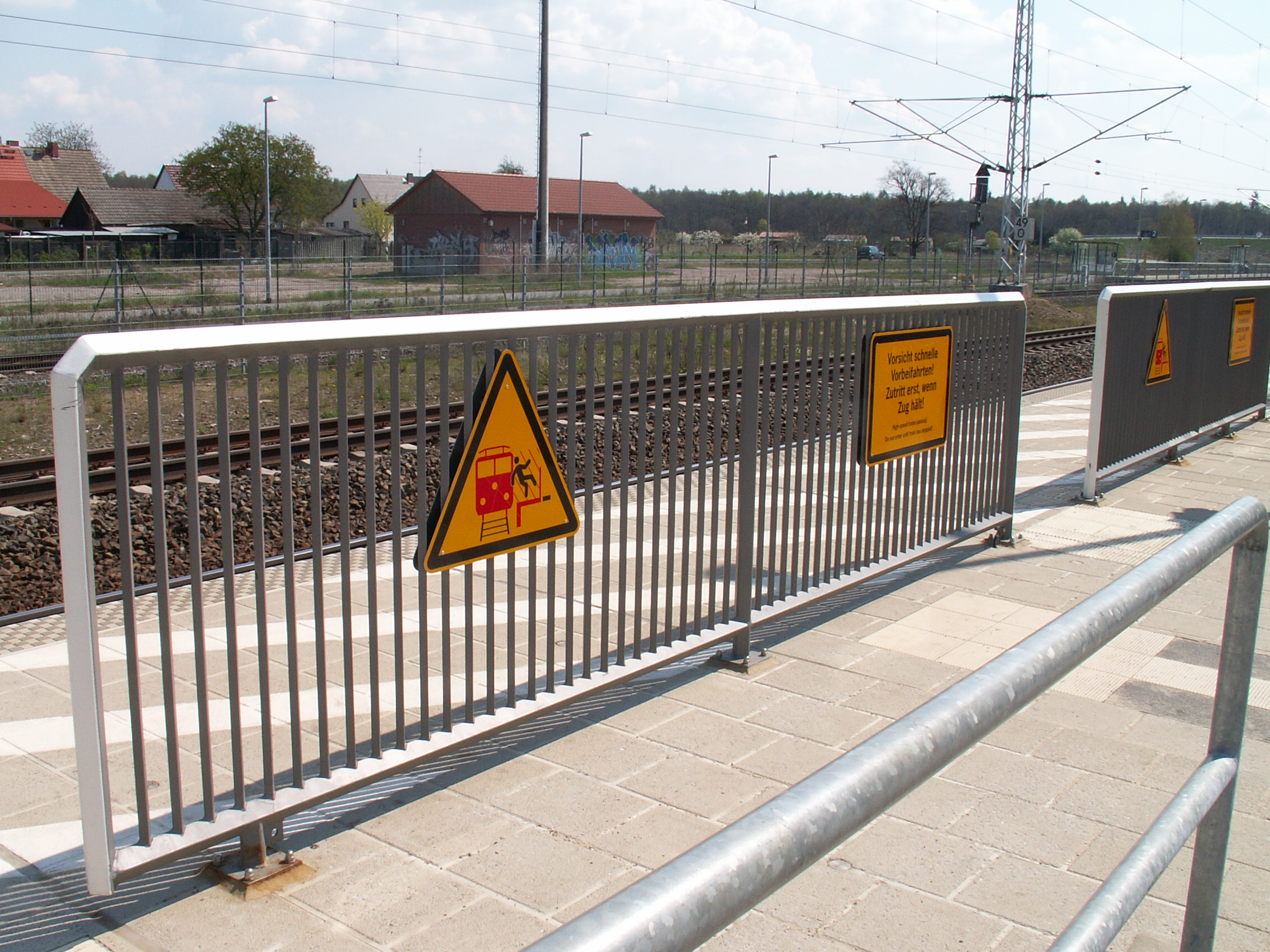
安全屏障

安全屏障（屏障），指对环境、秩序、安全等有害要素构成阻碍、缓冲或防护作用的事务总称。
- 住宅、生产与生活（墙体建筑物）：房屋墙体、围墙、篱笆；
- 军事防御工程（墙体建筑物）：军事防线、防御工事等军事设施；
- 各种基本安全防护设备：防护网；
- 工業安全防护设备：安全光柵；
- 边界地区：缓冲区；
- 道路安全设施：道路的机动车减速设施、人行道机动车障碍物；
- 疾病防治与控制：流行疾病控制区；
- 净水处理、水污染治理设施：污水处理厂、过滤器；
- 生态防护：防护林；
- 声音屏障：隔音墙、隔声毡、隔声房、隔音板、隔音墙、吸音板；隔音门、隔音窗、金属隔音屏障、土建隔音屏障；
- 网络安全：防火墙；
- 植物病虫害控制：疫区控制、植物检疫。